# 三氟化铈
三氟化铈是镧系元素铈的氟化物之一，化学式为CeF3。

## 制备
将可溶性铈(III)盐溶于水，在加热下加入3.2倍（摩尔比）的NH4HCO3，得到碱式碳酸铈，再和40%氢氟酸反应，得到CeF3。硝酸铈和氟化钠直接反应，可以得到CeF3。在水热反应的条件下，F−源也能由氟硼酸盐提供来制备CeF3。